# Aleksandar Pavlović (football)
Pour les articles homonymes, voir Aleksandar Pavlović et Pavlović.
Aleksandar Pavlović, né le 3 mai 2004 à Munich en Allemagne, est un footballeur international allemand d’origine serbe qui évolue au poste de milieu défensif au Bayern Munich.

## Biographie

### En club
Né à Munich en Allemagne, Aleksandar Pavlović commence le football au SC Fürstenfeldbruck (en) avant d'être formé par le Bayern Munich. Le 3 mai 2022 il signe un nouveau contrat avec le club bavarois, le liant au club jusqu'en juin 2024.
Il est retenu avec le groupe professionnel lors de l'été 2023 afin de participer aux matchs d'avant-saison où il fait plusieurs apparitions.
Pavlović joue son premier match officiel avec l'équipe première le 28 octobre 2023, à l'occasion d'un match de championnat contre le SV Darmstadt 98. Il entre en jeu à la place de Jamal Musiala et son équipe s'impose par huit buts à zéro.
Le 29 novembre 2023, il fait sa première apparition en Ligue des champions, à l'occasion d'un match de phase de groupe contre le FC Copenhague. Il entre en jeu et les deux équipes se neutralisent (0-0 score final).
Le 27 janvier 2024, Pavlović marque son premier but en professionnel lors d'une rencontre de championnat face au FC Augsbourg. Titularisé, il ouvre le score, et contribue à la victoire des siens par trois buts à deux.
Le 16 juin 2024, Pavlović prolonge son contrat avec le Bayern Munich, étant désormais lié au club jusqu'en juin 2029.

### En sélection
Né en Allemagne, Aleksandar Pavlović est également éligible pour représenter la Serbie.
Le 14 mars 2024, Aleksandar Pavlović est convoqué pour la première fois avec l'équipe nationale d'Allemagne par le sélectionneur Julian Nagelsmann.  
Le 16 mai 2024, il fait partie d'une liste provisoire de 27 joueurs sélectionnés par Julian Nagelsmann en vue de préparer l'Euro 2024, avant de se retrouver dans la liste définitive le 7 juin. A deux jours du début de la compétition, il est contraint de déclarer forfait à la suite d'une infection aux amygdales.  

## Statistiques
| Saison                | Club                  | Championnat           | Championnat | Championnat | Championnat | Coupe(s) nationale(s) | Coupe(s) nationale(s) | Coupe(s) nationale(s) | Supercoupe | Supercoupe | Supercoupe | Compétition(s) continentale(s) | Compétition(s) continentale(s) | Compétition(s) continentale(s) | Compétition(s) continentale(s) | Coupe du monde des clubs | Coupe du monde des clubs | Coupe du monde des clubs | Total | Total | Total |
| Saison                | Club                  | Division              | M.          | B.          | P.d.        | M.                    | B.                    | P.d.                  | M.         | B.         | P.d.       | Comp.                          | M.                             | B.                             | P.d.                           | M.                       | B.                       | P.d.                     | M.    | B.    | P.d.  |
| 2022-2023             | Bayern Munich II      | Regionalliga Bayern   | 6           | 0           | 0           | -                     | -                     | -                     | -          | -          | -          | -                              | -                              | -                              | -                              | -                        | -                        | -                        | 6     | 0     | 0     |
| 2023-2024             | Bayern Munich II      | Regionalliga Bayern   | 3           | 0           | 0           | -                     | -                     | -                     | -          | -          | -          | -                              | -                              | -                              | -                              | -                        | -                        | -                        | 3     | 0     | 0     |
| Sous-total            | Sous-total            | Sous-total            | 9           | 0           | 0           | -                     | -                     | -                     | -          | -          | -          | -                              | -                              | -                              | -                              | -                        | -                        | -                        | 9     | 0     | 0     |
| 2023-2024             | Bayern Munich         | Bundesliga            | 19          | 2           | 2           | -                     | -                     | -                     | -          | -          | -          | C1                             | 3                              | 0                              | 0                              | -                        | -                        | -                        | 22    | 2     | 2     |
| 2024-2025             | Bayern Munich         | Bundesliga            | 21          | 1           | 0           | 2                     | 0                     | 0                     | -          | -          | -          | C1                             | 5                              | 0                              | 1                              | 5                        | 0                        | 0                        | 33    | 1     | 1     |
| Sous-total            | Sous-total            | Sous-total            | 40          | 3           | 2           | 2                     | 0                     | 0                     | -          | -          | -          | -                              | 8                              | 0                              | 1                              | 5                        | 0                        | 0                        | 55    | 3     | 3     |
| Total sur la carrière | Total sur la carrière | Total sur la carrière | 49          | 3           | 2           | 2                     | 0                     | 0                     | -          | -          | -          | -                              | 8                              | 0                              | 1                              | 5                        | 0                        | 0                        | 64    | 3     | 3     |

### En sélections nationales
| Saison                | Sélection             | Phases finales        | Phases finales | Phases finales | Phases finales | Éliminatoires | Éliminatoires | Éliminatoires | Ligue des Nations | Ligue des Nations | Ligue des Nations | Matchs amicaux | Matchs amicaux | Matchs amicaux | Total | Total | Total |
| Saison                | Sélection             | Compétition           | M              | B              | Pd             | M             | B             | Pd            | M                 | B                 | Pd                | M              | B              | Pd             | M     | B     | Pd    |
| --------------------- | --------------------- | --------------------- | -------------- | -------------- | -------------- | ------------- | ------------- | ------------- | ----------------- | ----------------- | ----------------- | -------------- | -------------- | -------------- | ----- | ----- | ----- |
| 2023-2024             | Allemagne             | -                     | -              | -              | -              | -             | -             | -             | -                 | -                 | -                 | 1              | 0              | 0              | 1     | 0     | 0     |
| 2024-2025             | Allemagne             | -                     | -              | -              | -              | -             | -             | -             | 4                 | 1                 | 0                 | -              | -              | -              | 4     | 1     | 0     |
| Total sur la carrière | Total sur la carrière | Total sur la carrière | -              | -              | -              | -             | -             | -             | 4                 | 1                 | 0                 | 1              | 0              | 0              | 5     | 1     | 0     |

## Palmarès
| Bayern Munich                                                                                                  |
| --- |
| - Championnat d'Allemagne - Champion : 2025 - Vice-champion : 2024 - Supercoupe d'Allemagne - Finaliste : 2023 |